# Stadio municipale (Chorzów)
Lo Stadio municipale (in polacco Stadion Miejski) è uno stadio polacco della città di Chorzów di proprietà dello stato, costruito tra il 1934 e il 1935. Ospita le partite casalinghe del Ruch Chorzów.

## Il riammodernamento
Per il 2012 sono previsti i lavori di ristrutturazione, riammodernamento ed ampliamento dello stadio. La nuova struttura potrà ospitare fino a 18.000 spettatori con tribune a ridosso del manto erboso.